# Antriol
Antriol is een wijk van Kralendijk, hoofdstad van Bonaire. De wijk ligt landinwaarts en bestaat uit vijf buurten: Amboina, Antriol P'abou, Antriol P'ariba, Guatemala en Lagun Hill. Met circa 4000 inwoners is Antriol de grootste wijk van Kralendijk. In 2022 kreeg de wijk een eigen vlag en volkslied.
Antriol is in 1626 door Spanjaarden en Portugezen gesticht. De naam is een verbastering van "Al interior" (naar het binnenland), dat eerst Entrejol werd en later Antriol. Oorspronkelijk sloeg de dorpsnaam slechts op het westelijk deel van Antriol, het huidige Antriol P'abao. Antriol P'ariba, het oostelijk deel, werd ook Den Tera (het land in) genoemd.
Aan het begin van de 20ste eeuw was de cas di bara de meest voorkomende huizensoort in Antriol. In de loop van de tijd is Antriol tegen Kralendijk aangegroeid.
In Antriol staat de rooms-katholieke parochiekerk Onze Lieve Vrouw van Coromoto (La Birgen di Coromoto), die in 1955 werd ingewijd.
In het Parke Plasa Chiku Goeloe wordt jaarlijks de dag van Antriol gevierd. Ook vele andere activiteiten vinden hier plaats.
Boven Bolivia · Kralendijk (Antriol · Belnem · Nikiboko · Tera Cora) · Rincon